# Religion aux Pays-Bas
Les traditions religieuses aux Pays-Bas (2023)
- Sans religion (58 %)
- Catholiques (17 %)
- Protestantisme (13 %)
- Islam (6 %)
- Autres (6 %)

Les Pays-Bas sont un pays historiquement dominé par le christianisme entre le Xe et le XXe siècle. À la fin du XIXe siècle, environ 60 % de la population était calviniste et 35 % catholique. Depuis lors, il y a eu un déclin significatif du christianisme catholique et protestant, le protestantisme déclinant à tel point que le catholicisme est devenu la forme principale de la religion chrétienne dans le pays. La majorité de la population néerlandaise est laïque. Il existe également une minorité musulmane relativement importante.
En 2015, selon le bureau central de la statistique, l'institut gouvernemental qui rassemble des informations statistiques sur les Pays-Bas, a constaté que 50,1 % de la population adulte (18 ans et plus) ne déclarait aucune appartenance religieuse. Les chrétiens représentaient 43,8 % de la population totale ; par confession, le catholicisme représentait 23,7 %, les membres de l'Église protestante aux Pays-Bas 15,5 % et les membres d'autres confessions chrétiennes 4,6 %. L'islam représentait 4,9 % de la population totale, l'hindouisme 0,6 %, le bouddhisme 0,4 % et le judaïsme 0,1 %.

## Histoire

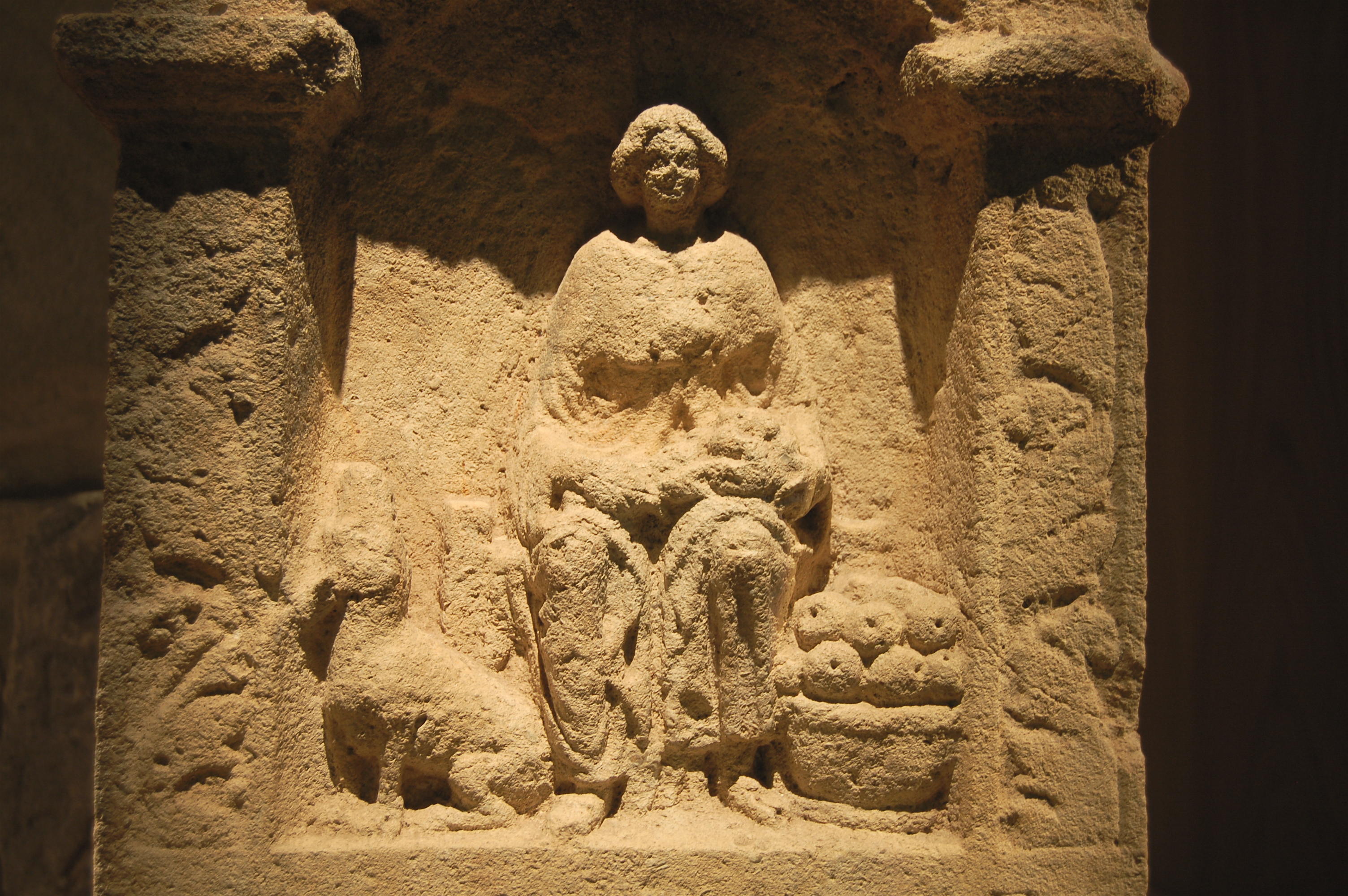
Autel de Nehalennia (150-250 apr. J.-C.)

Le territoire correspondant actuellement aux Pays-Bas étaient peuplé dès lors par des tribus Celtes et Germaniques. Entre ces peuples celtes et germaniques, puis plus tard les conquérants romains, un échange culturel s'établit. Ces échanges culturelles aboutissent à une synthèse entre la mythologie germanique, celtique et romaine. Les divinités vénérés localement tels que Nehalennia, Hiudana et Sandraudiga sont d'origine celtique, tandis que des dieux tels que Odin, Donar et Freyja sont d'origine germanique. D'autres, comme Jupiter, Minerve et Vénus, ont été introduits par les Romains. 
Pendant les invasions barbares, les tribus celto-germaniques romanisés furent progressivement supplantées par trois grandes tribus germaniques : les Francs, les Frisons et les Saxons. Environ 500 Francs, résidant initialement entre le Rhin et la Somme, se convertirent au christianisme à la suite de la conversion de leur roi Clovis.
Cependant, il faudra au moins jusqu'à l'an 1000 avant que tous les peuples païens soient réellement christianisés et que les religions frisonne et saxonne s'éteignent. Au cours des siècles suivants, le catholicisme était la seule religion dominante aux Pays-Bas. Aux XIVe et XVe siècles, les premiers appels à une réforme religieuse se font entendre.
Les Dix-Sept Provinces se soulèvent contre la tutelle espagnole et s'unissent dans l'Union d'Utrecht (1579). Ils déclarent leur indépendance de l'Espagne en 1581, pendant la guerre de Quatre-Vingts Ans. La révolte néerlandaise était en partie motivée par des raisons religieuses, car pendant la Réforme protestante, de nombreux Néerlandais avaient adopté des formes de protestantisme luthériennes, anabaptistes, calvinistes ou mennonites. Ces mouvements religieux furent réprimés par les Espagnols, qui soutenaient la Contre-Réforme. Après l'indépendance, les Pays-Bas adoptent le calvinisme comme religion d'État informelle, mais pratiquent une certaine tolérance religieuse envers les non-calvinistes. Elle a acquis une réputation de refuge pour les réfugiés juifs et protestants de Flandre, de France (les huguenots), d'Allemagne et d'Angleterre.

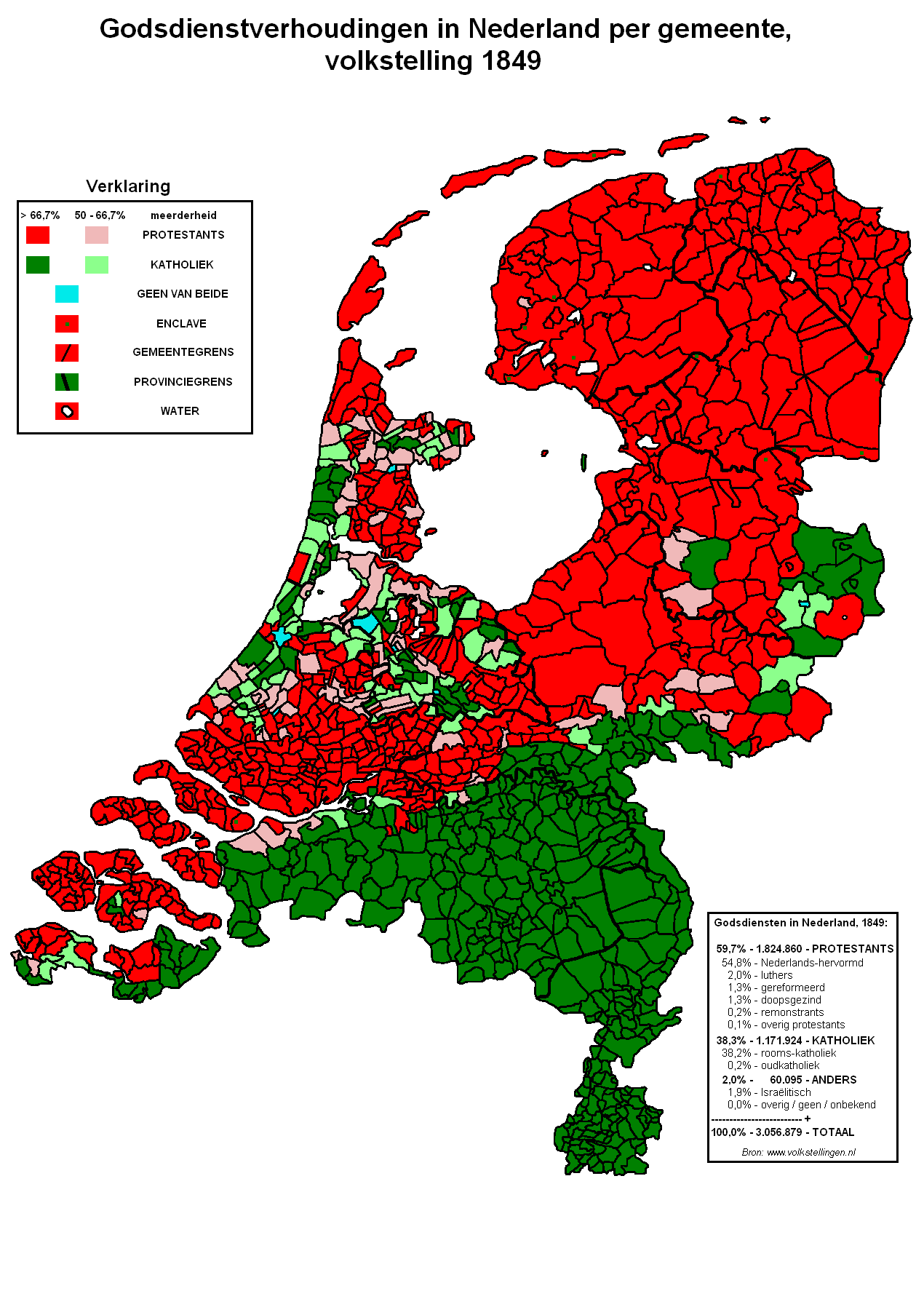
La religion aux Pays-Bas en 1849.
Catholicisme
Protestantisme (Calvinisme)

Il y a toujours eu des différences considérables entre les interprétations orthodoxes et libérales du calvinisme, comme celles entre l'arminianisme et le gomarisme au XVIIe siècle et celles entre l'Église réformée néerlandaise et les Églises reréformées à la fin du XIXe siècle. Les catholiques, majoritaires dans les provinces du sud, n'étaient pas autorisés à pratiquer ouvertement leur religion. Ils se sont émancipés à la fin du XIXe et au début du XXe siècle grâce à la pilarisation. En 1947, 44,3 % de la population appartenaient à des confessions protestantes, 38,7 % appartenaient à l'Église catholique romaine et 17,1 % n'étaient affiliés à aucune religion. Entre 1940 et 1945, entre 75 et 80 % des Juifs néerlandais sont assassinés pendant l’Holocauste par les nazis.
Depuis 1880, les grandes religions ont commencé à décliner à mesure que se développaient la laïcité, le socialisme et le libéralisme ; dans les années 1960 et 1970, le protestantisme et le catholicisme ont commencé à décliner à un rythme rapide. La principale exception est l’islam, qui s’est considérablement développé grâce à l’immigration. En 2013, une catholique est devenue reine consort des Pays-Bas.
En décembre 2014, pour la première fois, il y avait plus d'athées (25 %) que de théistes (17 %) aux Pays-Bas, la majorité de la population étant agnostique (31 %) ou se déclarant spirituelle mais non religieuse (27 %).

## Démographie
| Année | Protestants | Catholiques | Juifs | Musulmans | Autres | Irreligieux |
| ----- | ----------- | ----------- | ----- | --------- | ------ | ----------- |
| 1830  | 59.1%       | 40.8%       | 1.8%  | -         | 0.1%   | -           |
| 1840  | 59.6%       | 40.3%       | 1.8%  | -         | 0.1%   | -           |
| 1849  | 59.7%       | 38.4%       | 1.9%  | -         | 0.1%   | -           |
| 1859  | 60.6%       | 37.4%       | 1.9%  | -         | 0.1%   | -           |
| 1869  | 61.3%       | 36.6%       | 1.9%  | -         | 0.1%   | -           |
| 1879  | 61.6%       | 36.1%       | 2.0%  | 0.0%      | 0.0%   | 0.3%        |
| 1889  | 60.5%       | 35.6%       | 2.2%  | 0.0%      | 0.4%   | 1.5%        |
| 1899  | 60.0%       | 35.3%       | 2.0%  | -         | 0.4%   | 2.3%        |
| 1909  | 57.3%       | 35.2%       | 1.8%  | 0.0%      | 0.7%   | 5.0%        |
| 1920  | 53.8%       | 35.8%       | 1.7%  | -         | 1.0%   | 7.8%        |
| 1930  | 46.3%       | 36.5%       | 1.4%  | -         | 1.4%   | 14.4%       |
| 1947  | 42.3%       | 38.6%       | 0.1%  | -         | 1.9%   | 17.1%       |
| 1960  | 40.7%       | 40.5%       | 0.1%  | 0.0%      | 0.2%   | 18.3%       |
| 1971  | 35.9%       | 40.5%       | 0.1%  | 0.4%      | 0.3%   | 23.6%       |
| 1975  | 33%         | 38%         | -     | -         | 3%     | 26%         |
| 1977  | 31%         | 38%         | -     | -         | 3%     | 26%         |
| 1980  | 30%         | 38%         | -     | -         | 5%     | 26%         |
| 1983  | 29%         | 36%         | -     | -         | 6%     | 30%         |
| 1985  | 28%         | 37%         | -     | -         | 5%     | 31%         |
| 1990  | 26%         | 33%         | -     | -         | 6%     | 38%         |
| 1995  | 21%         | 33%         | -     | -         | 8%     | 40%         |
| 2000  | 21%         | 32%         | -     | -         | 8%     | 40%         |
| 2005  | 21%         | 30%         | -     | -         | 9%     | 41%         |
| 2010  | 17.9%       | 27.3%       | 0.1%  | 4.5%      | 5.1%   | 45.3%       |
| 2011  | 16.8%       | 26.5%       | 0.1%  | 4.7%      | 5.1%   | 46.8%       |
| 2012  | 16.7%       | 25.8%       | 0.1%  | 4.8%      | 5.2%   | 47.4%       |
| 2013  | 16.1%       | 26.3%       | 0.1%  | 4.8%      | 5.9%   | 46.9%       |
| 2014  | 15.8%       | 24.4%       | 0.1%  | 4.9%      | 5.6%   | 49.2%       |
| 2015  | 15.5%       | 23.7%       | 0.1%  | 4.9%      | 5.6%   | 50.1%       |
| 2016  | 15.6%       | 24.1%       | -     | 5.1%      | 5.5%   | 49.7%       |
| 2017  | 15.0%       | 23.6%       | -     | 5.1%      | 5.6%   | 50.7%       |
| 2018  | 16.0%       | 22.1%       | -     | 4.9%      | 5.3%   | 51.8%       |
| 2019  | 14.8%       | 20.1%       | -     | 5.0%      | 5.9%   | 54.1%       |
| 2020  | 14.4%       | 19.8%       | -     | 5.1%      | 5.2%   | 55.4%       |
| 2021  | 13.6%       | 18.3%       | -     | 4.6%      | 6.1%   | 57.5%       |
| 2022  | 13.2%       | 18.2%       | -     | 5.6%      | 5.9%   | 57.2%       |
| 2023  | 13%         | 17%         | -     | 6%        | 6%     | 58%         |

,,,,

## Dénominations

### Christianisme

#### Catholicisme

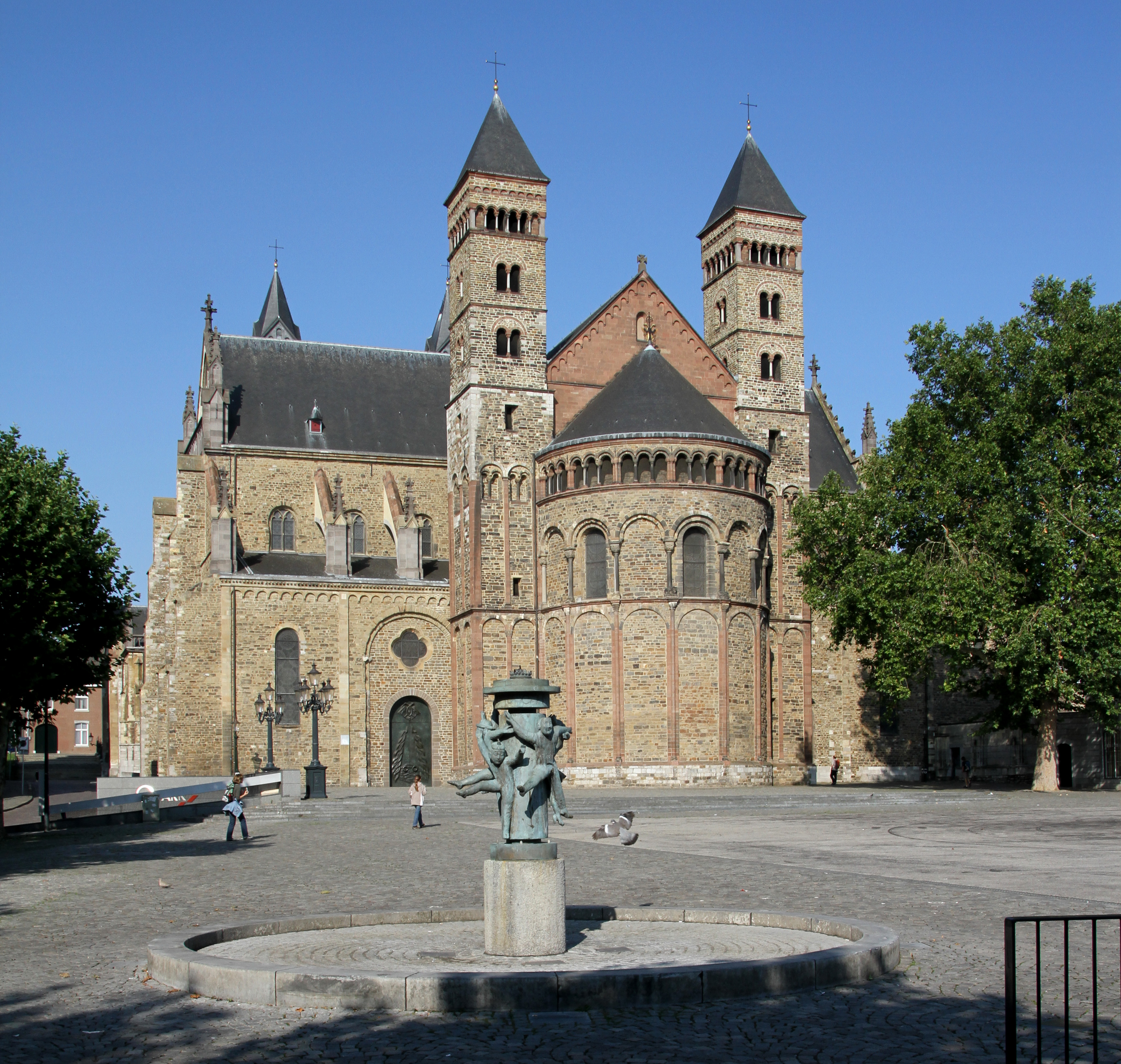
La basilique Saint-Servais (construite en 570) à Maastricht est la plus ancienne église des Pays-Bas

Actuellement, le catholicisme est la plus grande confession chrétienne des Pays-Bas, représentant environ 18,3 % de la population néerlandaise en 2021, contre 40 % dans les années 1960. Selon l'Église elle-même, en 2021, 20,8 % de la population néerlandaise étaient membres de l'église.
Non seulement le nombre de catholiques est en baisse, mais de nombreuses personnes qui s'identifient comme catholiques n'assistent pas régulièrement à la messe dominicale. En 2018, 153 800 personnes ont assisté à la messe au cours d'un week-end régulier, selon les informations de l'Institut catholique de statistiques ecclésiastiques (KASKI).
La plupart des catholiques vivent dans le sud du pays, principalement dans le Brabant septentrional et le Limbourg, où ils constituent la majorité de la population du diocèse de Roermond, dans la province du Limbourg, sur la base des informations autodéclarées par l'Église catholique.

#### Protestantisme

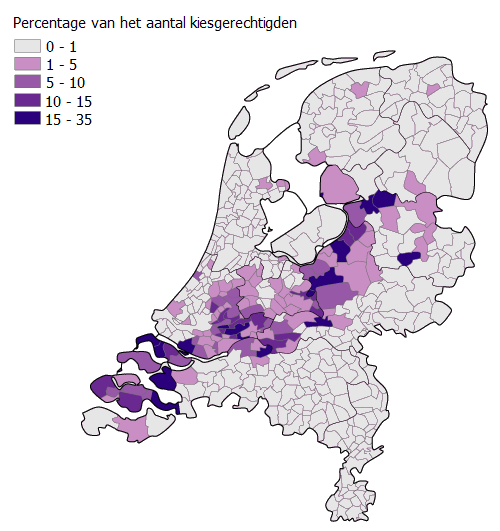
La ceinture de la Bible néerlandaise avec une minorité relativement importante de calvinistes conservateurs (données de 2010)

L'Église protestante aux Pays-Bas (PKN) constitue de loin la plus grande confession protestante, avec environ 15,5 % de la population en 2015, contre 60 % au début du XXe siècle. Selon l’Église elle-même, les membres formels représentaient 9,1 % de la population néerlandaise en 2017.
Le PKN a été créé en 2004 à la suite de la fusion des deux principaux courants du calvinisme : l'Église réformée néerlandaise (qui représentait alors environ 8,5 % de la population) et les Églises réformées des Pays-Bas (alors 3,7 % de la population), plus un plus petite Église luthérienne, l'Église évangélique luthérienne du royaume des Pays-Bas (0,1 %).
Un grand nombre d’Églises protestantes, pour la plupart des divisions calvinistes orthodoxes et des Églises libérales, sont restées en dehors du PKN. Ils représentaient environ 4 % de la population en 2004. Le calvinisme est la foi traditionnelle de la famille royale néerlandaise – un vestige de la domination historique de l'Église.
La Bijbelgordel (ceinture de la Bible en néerlandais) est le nom donné à une bande de terre aux Pays-Bas, du nom de la Bible Belt des États-Unis. La ceinture est habitée par un grand nombre de protestants conservateurs. La Ceinture biblique s'étend de la Zélande, en passant par l'ouest de la Betuwe et la Veluwe, jusqu'au nord de la province d'Overijssel. Cependant, certaines communautés à forte tendance protestante conservatrice sont situées en dehors de la ceinture.

#### Autres chrétiens
On recense aussi plusieurs autres dénominations chrétiennes dans le pays qui ne sont pas rattaché aux deux précédentes parmi lesquels :
- les Remontrants,
- l'Union des églises baptistes aux Pays-Bas,
- l'Église de Jésus-Christ des saints des derniers jours,
- l'Église néo-apostolique,
- l'Église adventiste du septième jour,

ainsi que des pentecôtistes, des dispensationalistes, des quakers et des orthodoxes.

### Islam

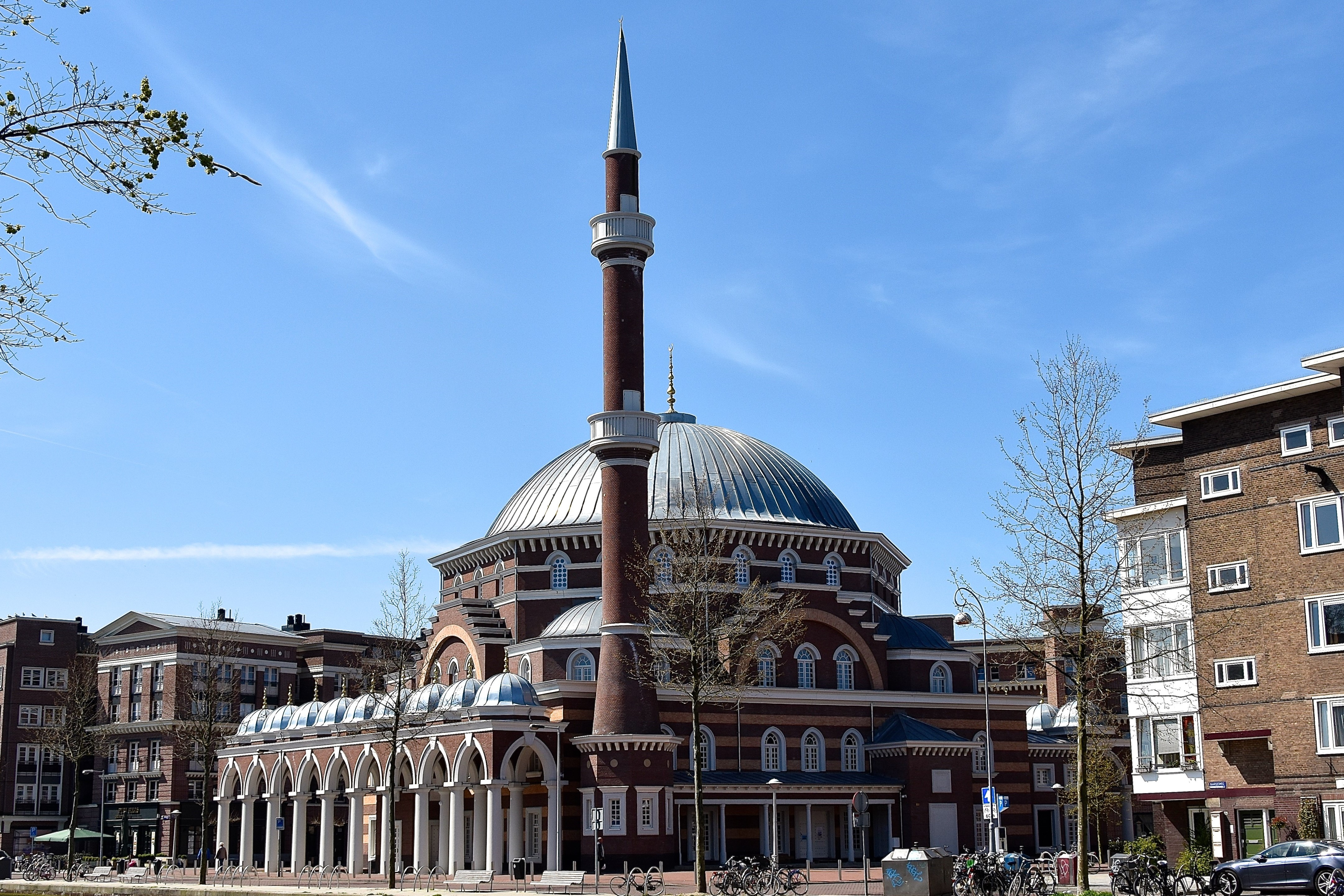
La westermoskee est la plus grande mosquée des Pays-Bas

L'islam est une religion d'apparition récente aux Pays-Bas. 4,9 % de la population néerlandaise était musulmane en 2015.
La majorité des musulmans aux Pays-Bas sont de confession sunnite, avec une importante minorité chiite. 
Le nombre de musulmans a commencé à augmenter après les années 1960 en raison de l'immigration. La résurgence économique des Pays-Bas dans les années 1960 à 1973 a motivé le gouvernement néerlandais à recruter de la main-d'œuvre immigré originaire du monde musulman, principalement en provenance de Turquie et du Maroc. Des vagues ultérieures d’immigrants sont arrivées dans le cadre du regroupement familial et des demandeurs d’asile. Une partie notable des immigrants musulmans est également arrivée des anciennes colonies d'Indonésie et du Suriname. Dans les années 1980 et surtout depuis les années 1990, des musulmans sont arrivés aux Pays-Bas en tant que réfugiés et demandeurs d'asile, principalement de Bosnie, de Somalie, d'Iran, du Pakistan, d'Afghanistan et d'Irak. Comme la plupart des immigrés non occidentaux, de nombreux musulmans vivent dans les quatre grandes villes du pays : Amsterdam, Rotterdam, La Haye et Utrecht.

### Judaïsme

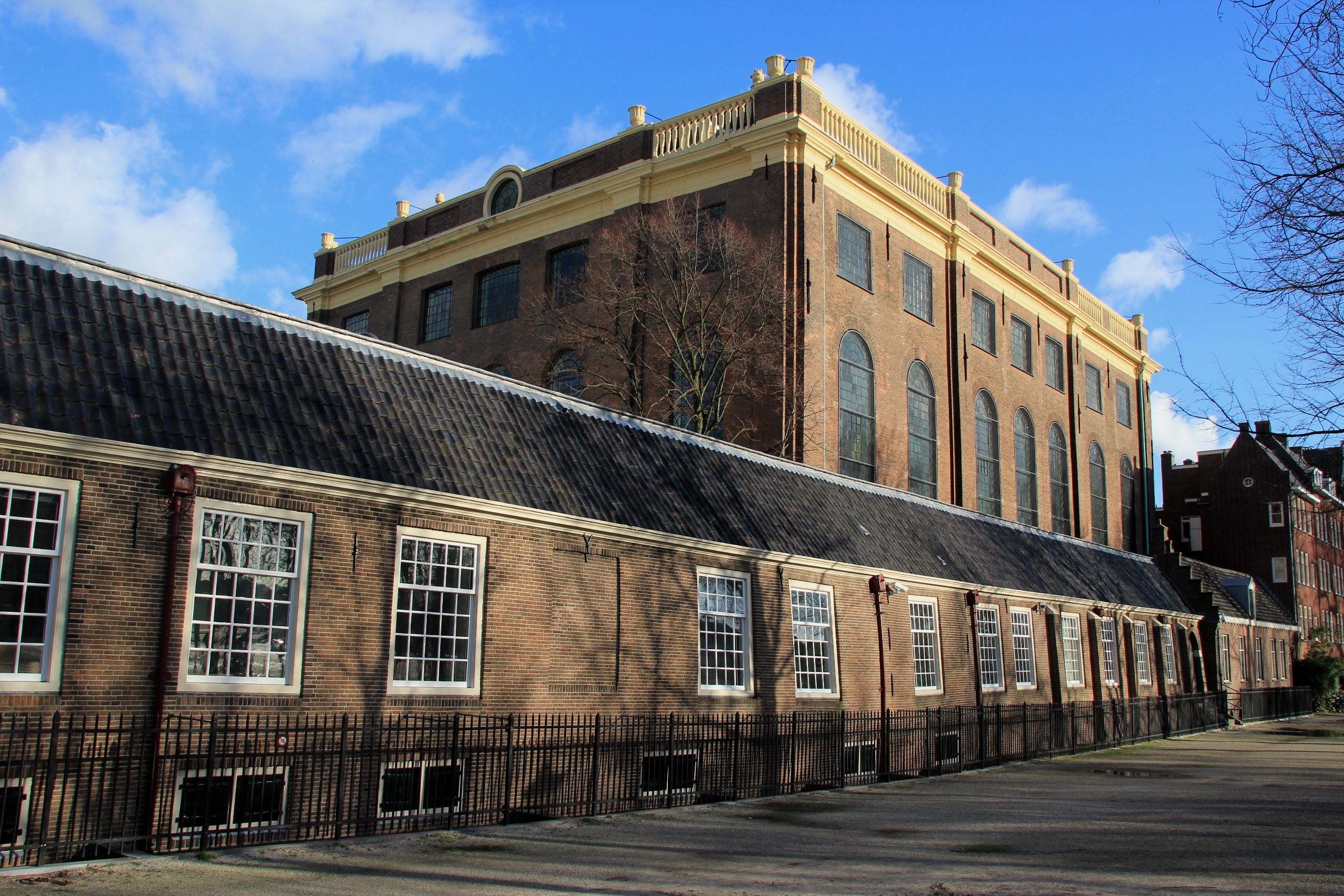
La synagogue portugaise d'Amsterdam (construite en 1675) est la plus ancienne synagogue des Pays-Bas.

Les Juifs religieux représentent 0,1 % de la population néerlandaise en 2015. Entre la fin du XVIe siècle et le début du XVIIe sièclen en raison de sa tolérance sociale, les Provinces-Unies constituait un refuge pour les Juifs persécutés en raison de leurs croyances dans toute l’Europe.
Depuis la fin du XXe siècle, un certain nombre de Juifs, pour la plupart israéliens et russes, ont immigré aux Pays-Bas, surtout après la dissolution de l'Union soviétique. Environ un juif néerlandais sur trois est né ailleurs qu'aux Pays-Bas. La majorité des Juifs vivaient à Amsterdam, où ils formaient un huitième (90 000) de la population.
Parmi les juifs néerlandais de premier plan figurent Baruch Spinoza, philosophe du XVIIe siècle, Aletta Jacobs, féministe du XIXe siècle, et Henri Polak, fondateur du parti socialiste SDAP et du syndicat NVV.

### Hindouisme
L'hindouisme est une religion minoritaire aux Pays-Bas, représentant 0,6 % de la population néerlandaise en 2015. La plupart d'entre eux sont des immigrants indo-surinamais de première ou deuxième génération. On compte également une part importantes d’immigrants hindous d’Inde et du Sri Lanka, ainsi qu’un plus petit nombre d’adhérents occidentaux aux nouveaux mouvements religieux orientés vers l’hindouisme.

### Bouddhisme
Le bouddhisme est une petite religion minoritaire aux Pays-Bas, ils représentent 0,4% de la population néerlandaise en 2015.

### Foi bahá’íe
Les premières mentions de la foi bahá'íe aux Pays-Bas remontent à 1852, lorsque les journaux ont couvert certains des événements liés au mouvement babie, que la foi bahá'íe considère comme une religion précurseur. En 2010, il y avait environ 6 700 bahá'ís aux Pays-Bas et on y comptaient 34 assemblées spirituelles locales, en 2005.